# Sciapus calceolatus
Sciapus calceolatus är en tvåvingeart som först beskrevs av Friedrich Hermann Loew 1859.  Sciapus calceolatus ingår i släktet Sciapus och familjen styltflugor. Inga underarter finns listade i Catalogue of Life.